# Hieracium polycomatum
Hieracium polycomatum là một loài thực vật có hoa trong họ Cúc. Loài này được (Zahn) Notø mô tả khoa học đầu tiên.